# Taiwans nationella normaluniversitet
Taiwans nationella normaluniversitet (kinesiska: 國立臺灣師範大學; pinyin: Guólì Táiwān Shīfàn Dàxué, förkortat NTNU) är ett universitet i Taiwan. Det finns en normalskola vid universitetet. År 2020 blev universitetet rankad mellan 900 och 1000 i den sk. Shanghai-ranking.

## Historia
Universitetet grundades år 1922 då Taiwan var en del av Japanska imperiet. Taiwans japanska guvernör gav sin samtycke att grunda en institut vars uppgift var att utbilda lärare för taiwanesiska gymnasier. Under japanska tiden var universitetet mestadels ett lärareseminarium och det hette Taihoku-institutet. År 1962 standardiserades lärarnas behörighetskrav på nationella nivån och NTNU fick sin nuvarande namn och status som mer allmänna universitet genom grundandet av fyra fakultet.

## Idag
Det finns cirka 15 000 studenter och 1500 i personalen. NTNU välkomnar cirka 1700 utbytesstudenter från 70 olika länder.
Universitetet består av nio fakultetet. Ytterligare finns det självständiga enheter som fokuserar bland annat franska språkets undervisnings eller robotik.
Universitetets center för kinesiska undervisning är berömd. Det grundades år 1956.